# Roca Espader
La Roca Espader és una muntanya de 1.343,4 m d'altitud del terme municipal de Sarroca de Bellera, dins de l'antic terme de Benés, pertanyent a l'Alta Ribagorça. És al nord-est del poble de Buira i de les Esglésies, i al sud de Vilancòs.